# Momisis singularis
Momisis singularis là một loài bọ cánh cứng trong họ Cerambycidae.